# ۱۴۰۰ (خورشیدی)
سال ۱۴۰۰ خورشیدی، هزار و چهارصدمین سالِ گاه‌شماری هجری خورشیدی است.
سرآغاز آن یکشنبه ۱ فروردین ۱۴۰۰ خورشیدی برابر با ۲۱ مارس ۲۰۲۱ میلادی (مطابق ۷ شعبان ۱۴۴۲ قمری قراردادی) و لحظهٔ تحویل آن، ساعت ۱۳:۰۷:۲۸ روز شنبه ۳۰ اسفند ۱۳۹۹ خورشیدی به وقت ایران بود. این سال عادی است.
این سال در طالع‌بینی چینی به نام سال گاو، نام‌گذاری شده است.

## اختلاف سر قرن
به باور عرفی برخی حلول ۱ فروردین سال ۱۴۰۰ خورشیدی را سرآغاز قرن پانزدهم هجری خورشیدی می‌دانند از طرفی به جهت تقویمی قرن هر صد سال بوده و قرن اول از ۱ فروردین سال ۱ تا پایان اسفند سال ۱۰۰ بوده و به همین گونه قرن چهاردهم هجری خورشیدی، از روز چهارشنبه ۱ فروردین ۱۳۰۱، آغاز شده و روز یک‌شنبه ۲۹ اسفند ۱۴۰۰ به انجام خواهد رسید؛ بنابراین، روز اول قرن پانزدهم هجری خورشیدی، دوشنبه ۱ فروردین ۱۴۰۱ خواهد بود.
این استدلال هنگامی درست است که قرن را با یک شروع کنید. اما اگر آغاز قرن به حساب نجومی-ریاضی «صفر» در نظر گرفته شود یا به زبان فلسفی‌تر، قایل به تقدم برسازنده نیستی نسبت به هرگونه هستی ایجابی باشید حلول سال ۱۴۰۰ سرآغاز قرن پانزدهم است.

## نام‌گذاری‌ها
- این سال در گاهشماری حیوانی سال گاو است.
- سال فرهنگی ایران و ترکیه.[۶]
- سازمان ملل سال ۲۰۲۱ را به عنوان سال بین‌المللی صلح و اعتماد،[۷] سال بین‌المللی اقتصاد خلاق برای توسعهٔ پایدار،[۸] سال بین‌المللی میوه و سبزیجات[۹] و سال بین‌المللی برای حذف کودکان کار[۱۰] اعلام کرد.
- این سال در ایران توسط سید علی خامنه‌ای سال «تولید، پشتیبانی‌ها، مانع‌زدایی‌ها» نام‌گذاری شد.[۱۱]

## رویدادها

### فروردین

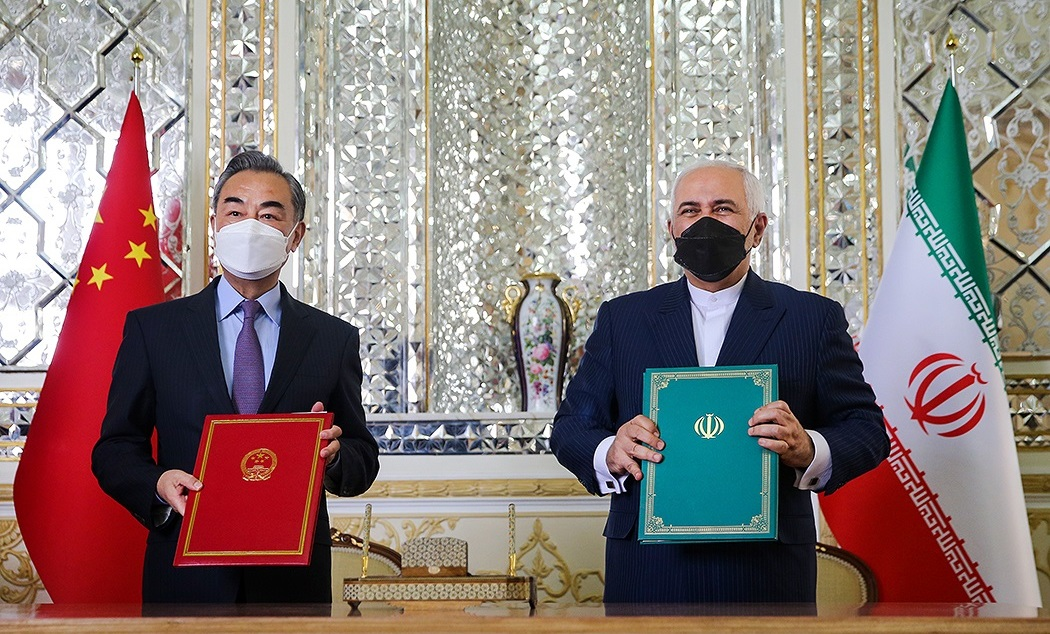
وزیران خارجه ایران و چین روز هفتم فروردین، سند برنامه جامع همکاری بین دو کشور را در تهران امضا کردند.

- ۱ فروردین - اعتصاب غذای سه روزهٔ زندانیان سیاسی
- ۴ فروردین - تجمع اعتراضی در گنبدکاووس
- ۷ فروردین - انعقاد قرارداد ۲۵ ساله همکاری مشترک ایران و چین
- ۱۶ فروردین - کشته‌شدن دو محیط‌بان در زنجان
- ۲۱ فروردین - حادثه ۱۴۰۰ نطنز
- ۲۶ فروردین - کشته شدن دو مرزبان هنگ مرزی سراوان[۱۲][۱۳][۱۴]
- ۲۹ فروردین - زمین‌لرزه بندر گناوه

### اردیبهشت
- ۱۴ اردیبهشت - قتل علی فاضلی منفرد در اهواز
- ۵ اردیبهشت - افشای فایل صوتی محرمانه ظریف
- ۱۸ اردیبهشت - انفجار تروریستی جلوی مدرسه سیدالشهدا در کابل که نزدیک به ۱۰۰ دانش‌آموز دختر و پسر را قربانی کرد.
- ۲۱ اردیبهشت - آغاز ثبت نام انتخابات ریاست جمهوری ایران
- ۲۶ اردیبهشت
  - بررسی صلاحیت داوطلبان انتخابات جمهوری اسلامی در شورای نگهبان
  - قتل بابک خرمدین (کارگردان) توسط والدینش در تهران

### خرداد
- ۱ خرداد - بحران برق و خاموشی در ایران
- ۲ خرداد - انفجار در صنایع شیمیایی نارگستر سپاهان
- ۱۱ خرداد - انفجار و آتش‌سوزی در دیگ بخار کشتی خارک[۱۵][۱۶]
- ۱۲ خرداد - آتش‌سوزی در پالایشگاه نفت تهران[۱۷]
- ۲۸ خرداد - سیزدهمین دوره انتخابات ریاست جمهوری ایران
- ۳۱ خرداد - اعتراض به نتیجه انتخابات در یاسوج و سرکوب معترضان[۱۸]

### تیر
- ۹ تیر - برگزاری آزمون‌های عمومی و تخصصی کنکور ۱۴۰۰[۱۹]
- ۱۰ تیر - اعتصاب کارگران صنایع نفت و گاز ایران[۲۰]
- ۱۴ تیر - لغو حکم اخراج کسری نوری از دانشگاه تهران[۲۱][۲۲]
- ۲۲ تیر - تلاش جمهوری اسلامی برای ربودن مسیح علی‌نژاد[۲۳]
- ۲۴ تیر - آغاز اعتراضات تابستان ۱۴۰۰ ایران در استان خوزستان
- ۲۶ تیر - برگزیده شدن فیلم قهرمان برای جایزه بزرگ جشنواره کن[۲۴]
- ۲۷ تیر - وقوع زلزله ۵٫۷ ریشتری در شیراز[۲۵]

### مرداد
- ۱ مرداد - آغاز بازی‌های المپیک تابستانی توکیو ۲۰۲۰
- ۱۲ مرداد - تنفیذ ریاست جمهوری سید ابراهیم رئیسی
- ۲۴ مرداد - تصرف ارگ ریاست جمهوری کابل به وسیله طالبان
- ۲۹ مرداد - هک شدن دوربین‌های زندان اوین

### شهریور
- ۹ شهریور - خروج تمام نیروهای آمریکایی از افغانستان
- ۱۶ شهریور - اعلام دولت موقت طالبان در افغانستان[۲۶]
- ۳۰ شهریور - مرگ شاهین ناصری زندانی و شاهد شکنجه نوید افکاری
- ۳۱ شهریور - برکناری محمود نیلی احمدآبادی از ریاست دانشگاه تهران[۲۷]

### آبان
- ۱ آبان - سیلی خوردن استاندار آذربایجان شرقی در مراسم معارفه[۲۸]
- ۱۸ آبان - آغاز برگزاری دادگاه بین‌المللی مردمی آبان[۲۹]
- ۲۱ آبان - اعتراضات سراسری معلمان در ۵۰ شهر ایران[۳۰]
- ۲۲ آبان - اعتراضات کشاورزان استان اصفهان
- ۲۳ آبان - زمین‌لرزه ۱۴۰۰ هرمزگان

### آذر
- ۴ آذر - اختلال و قطع اینترنت در اصفهان، خوزستان، چهارمحال و بختیاری[۳۱]
- ۵ آذر - سرکوب شدید معترضان در اصفهان
- ۶ آذر - افشای تلاش محسن فخری‌زاده برای تولید سلاح هسته‌ای علیرغم فتوای علی خامنه‌ای[۳۲]
- ۱۳ آذر - انفجار مهیب در نطنز[۳۳]
- ۱۴ آذر - سقوط پهپاد در استان چهارمحال و بختیاری[۳۴]
- ۱۸ آذر - آغاز دور هشتم مذاکرات وین[۳۵]
- ۱۹ آذر - سوءقصد و حملهٔ افراد ناشناس به گوهر عشقی[۳۶]
- ۲۲ آذر - اعتراضات سراسری معلمان در ایران[۳۷]

### دی
- ۱۵ دی - پایان مهلت پاسخگویی جمهوری اسلامی به ابهامات سرنگونی هواپیمای اوکراینی[۳۸]
- ۱۸ دی - مرگ بکتاش آبتین نویسنده و شاعر زندانی[۳۹]
- ۱۹ دی - تجمع اعتراضی و سراسری کارکنان قوه قضائیه[۴۰]

## رویدادهای نجومی
- تحویل فصل‌ها
  - ۳۱ خرداد - ساعت ۷:۵۱ لحظه انقلاب تابستانی
  - ۳۱ شهریور - ساعت ۲۳:۴۴ لحظه اعتدال پاییزی
  - ۳۰ آذر - ساعت ۱۹:۱۰ لحظه انقلاب زمستانی
  - ۲۹ اسفند - ساعت ۱۸:۵۴ لحظه اعتدال بهاری
  - بنا بر این قانون، ساعت رسمی کشور «ایران» هر سال در ساعت ۲۴ روز اول (ساعت ۰۰:۰۰:۰۰ روز دوم) فروردین، یک ساعت به جلو کشیده می‌شود و در ساعت ۲۴ روز سی‌ام (ساعت ۰۰:۰۰:۰۰ روز سی‌ویکم) شهریور؛ به عقب کشیده شده، یعنی به حالت اوّل برگردانده می‌شود.
- ماه‌گرفتگی‌ها
  - ۵ خرداد – ماه‌گرفتگی کلی، غیرقابل رؤیت در ایران. این گرفتگی در شرق آسیا، استرالیا، اقیانوس آرام و آمریکا قابل مشاهده است.
  - ۲۸ آبان - ماه‌گرفتگی جزئی، غیرقابل رؤیت در ایران. این گرفتگی در شرق آسیا، استرالیا، اقیانوس آرام، آمریکا و شمال اروپا قابل مشاهده است.
- خورشیدگرفتگی‌ها
  - ۲۰ خرداد - خورشیدگرفتگی حلقوی، غیرقابل رؤیت در ایران. این گرفتگی در شمال آسیا، اروپا به جز جنوب آن و شمال آمریکای شمالی قابل مشاهده است.
  - ۱۳ آذر - خورشیدگرفتگی کلی، غیرقابل رؤیت در ایران. این گرفتگی در آفریقای جنوبی، جنوب اقیانوس اطلس، جنوبگان و بخشی از جنوب شرقی استرالیا قابل مشاهده است.[۴۱]
- مقابله‌ها
  - ۲۷ تیر - مقابله سیاره کوتوله پلوتون
  - ۱۱ مرداد - مقابله سیاره زحل
  - ۲۸ مرداد - مقابله سیاره مشتری
  - ۲۳ شهریور - مقابله سیاره نپتون
  - ۱۳ آبان - مقابله سیاره اورانوس
  - ۶ آذر - مقابله سیاره کوتوله سرس
  - ۱۷ آذر - مقابله سیاره مریخ
- مقارنه‌ها
  - ۲۸ فروردین - ماه و مریخ (۷ دقیقه قوسی)
  - ۲۳ اردیبهشت - ماه و زهره (۴۲ دقیقه قوسی)
  - ۸ خرداد - زهره و عطارد (۲۵ دقیقه قوسی)
  - ۲۲ تیر - زهره و مریخ (۲۹ دقیقه قوسی)
  - ۲۸ مرداد - عطارد و مریخ (۴ دقیقه قوسی)
  - ۱۲ آذر - ماه و مریخ (۴۱ دقیقه قوسی)
  - ۱۰ دی - ماه و مریخ (۵۶ دقیقه قوسی)
  - ۱۱ اسفند - عطارد و زحل (۴۱ دقیقه قوسی)
- ۱۴ دی - ظهور یک دنباله‌دار[۴۲]
- کشیدگی‌های سیارات زهره و عطارد
  - ۵ فروردین - آغاز کشیدگی شرقی (شامگاهی) زهره پس از مقارنه با خورشید
  - ۲۷ اردیبهشت - حداکثر کشیدگی شرقی (شامگاهی) عطارد با جدایی ۲۲ درجه از خورشید
  - ۱۳ تیر - حداکثر کشیدگی غربی (سحرگاهی) عطارد با جدایی ۲۱٫۶ درجه از خورشید
  - ۲۳ شهریور - حداکثر کشیدگی شرقی (شامگاهی) عطارد با جدایی ۲۶٫۸ درجه از خورشید
  - ۳ آبان - حداکثر کشیدگی غربی (سحرگاهی) عطارد با جدایی ۱۸٫۴ درجه از خورشید
  - ۷ آبان - حداکثر کشیدگی شرقی (شامگاهی) زهره با جدایی ۴۷ درجه از خورشید
  - ۱۷ دی - حداکثر کشیدگی شرقی (شامگاهی) عطارد با جدایی ۱۹٫۲ درجه از خورشید
  - ۲۷ بهمن - حداکثر کشیدگی غربی (سحرگاهی) عطارد با جدایی ۲۶٫۳ درجه از خورشید

## درگذشتگان

### فروردین

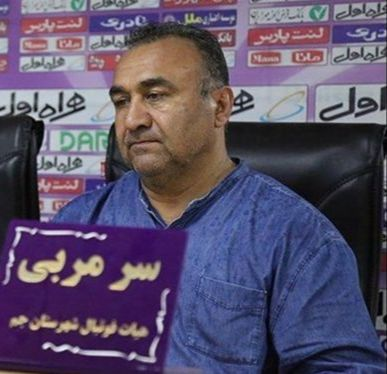
نادر دست‌نشان

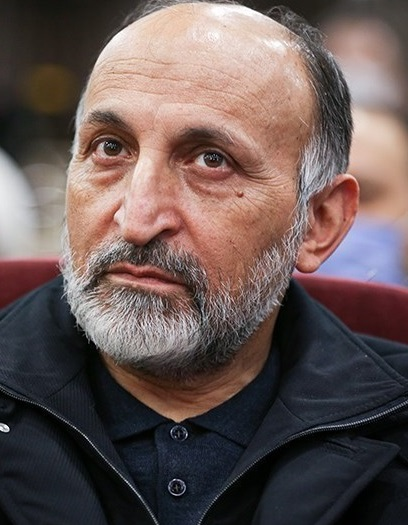
سردار سید محمد حجازی

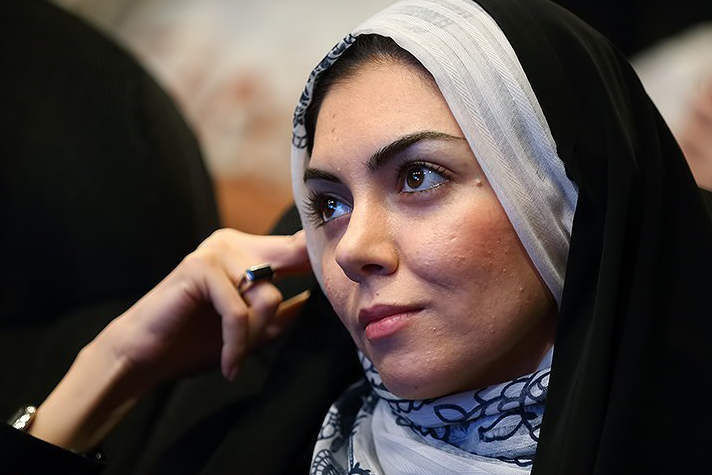
آزاده نامداری

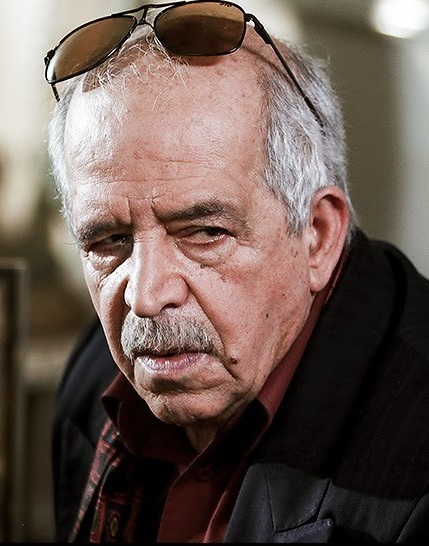
محسن قاضی‌مرادی

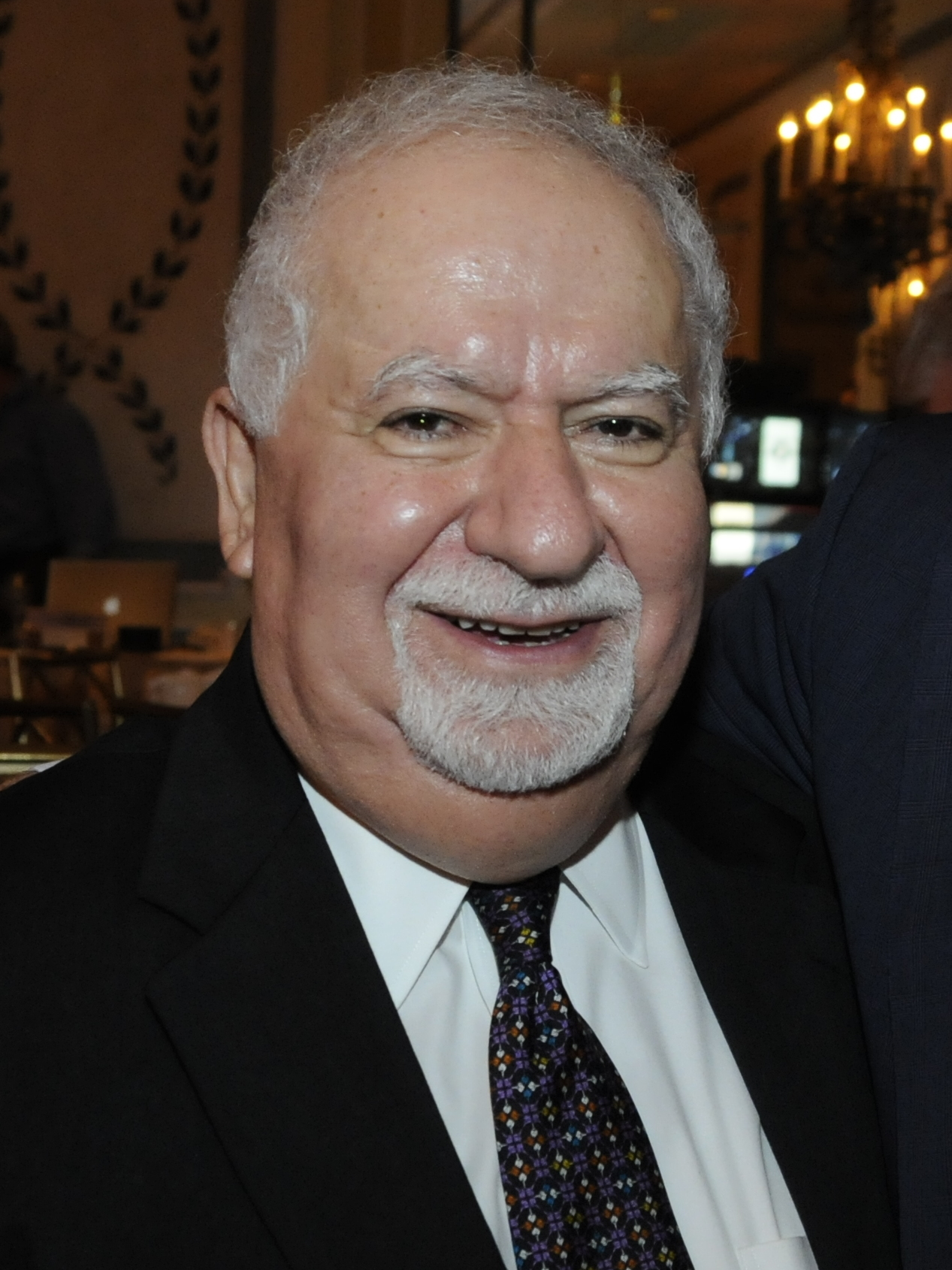
وارتان گریگوریان

- ۱ فروردین - محمدآقا توحیدی، بنیانگذار موای تای در ایران (زاده ۱۳۴۳)[۴۳]
- ۶ فروردین
  - آزاده نامداری، مجری و تهیه‌کننده تلویزیون (زاده ۱۳۶۳)[۴۴]
  - محمدحسین خداپرست، فوتبالیست (زاده ۱۳۱۷)[۴۵]
  - محمدباقر باقری‌نژادیان‌فرد، نماینده ادوار مجلس (زاده ۱۳۲۸)[۴۶]
- ۷ فروردین - محمد ابوالحسنی، تهیه‌کننده و ایده‌پرداز انیمیشن (زاده ۱۳۵۵)[۴۷]
- ۸ فروردین - اکبر نیکزاد افغانی، خواننده افغانستانی (زاده ۱۳۴۵)[۴۸]
- ۱۰ فروردین - احمد گنجی، گوینده پیشکسوت رادیو (زاده ۱۳۴۶)[۴۹]
- ۱۴ فروردین - حسین ملکی، مدیر فیلمبرداری (زاده ۱۳۲۰)[۵۰]
- ۱۵ فروردین - محمد فولادگر، مفسر و مدرس نهج البلاغه (زاده ۱۳۰۴)[۵۱]
- ۱۶ فروردین-احمد دانشگر، نویسنده (زاده ۱۳۱۲)[۵۲]
  - حسین قدسی‌نژاد، خواننده گروه مامبو لیوا (زاده ۱۳۳۵)[۵۳]
  - آیدین روشن، شاعر و مترجم (زاده ۱۳۵۲)[۵۴]
  - سید علی زهرایی نکویی، سیاستمدار (زاده ۱۳۱۹)[۵۵]
- ۱۷ فروردین
  - پری نقی‌پور، بازیکن تیم ملی بسکتبال زنان ایران (زاده ۱۳۱۸)[۵۶]
- ۱۹ فروردین - محمد کرمی‌راد، نماینده پیشین مجلس (زاده ۱۳۳۹)[۵۷]
- ۲۲ فروردین - ابراهیم نوح‌نژاد، مربی تیم‌های ملی پرتاب دوومیدانی (زاده)[۵۸]
- ۲۵ فروردین - محسن قاضی‌مرادی، بازیگر (زاده ۱۳۲۰)
- ۲۷ فروردین - نادر دست‌نشان، بازیکن پیشین و مربی فوتبال (زاده ۱۳۳۹)[۵۹]
- ۲۸ فروردین -
  - سید مرتضی طباطبایی، شهردار پیشین تهران (زاده ۱۳۲۹)[۶۰]
  - فریدون قنبری، کشتی‌گیر پیشین تیم ملی کشتی آزاد (زاده ۱۳۵۶)
  - وارتان گریگوریان، تاریخ‌نگار ایرانی-ارمنی (زاده ۱۳۱۳)[۶۱]
  - افشین سلیمانپور، هنرمند و بازیگر عرصه تئاتر (زاده ۱۳۴۶)[۶۲]
- ۲۹ فروردین
  - سردار سید محمد حجازی، جانشین فرمانده نیروی قدس سپاه (زاده ۱۳۳۵)[۶۳]
  - عبدالناصر ناظم بکایی، مدیر انتشارات کبوتر (زاده ؟)[۶۴]
- ۳۰ فروردین
  - هوشنگ منصورخاکی، بازیگر سینما (زاده ۱۳۲۲)[۶۵]
  - مهران اعتمادی، شهردار پیشین شیراز (زاده ؟)[۶۶]
- ۳۱ فروردین
  - محمد علی حق بین، از فرماندهان نظامی ایران (زاده ؟)[۶۷]
  - عبدالحمید تنگستانی، هنرمند موسیقی نواحی (زاده ؟)[۶۸]

### اردیبهشت

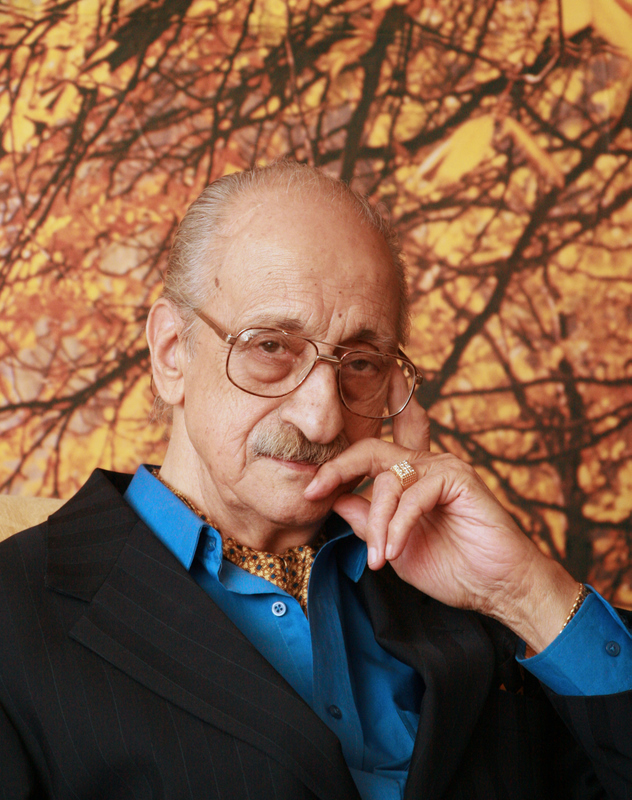
عبدالوهاب شهیدی

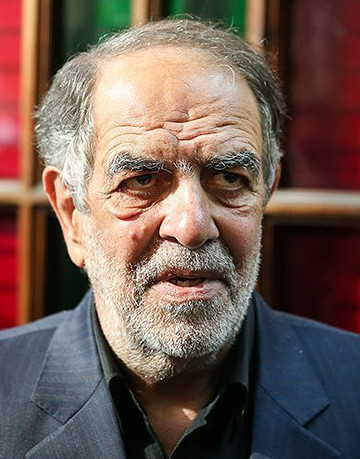
اکبر ترکان

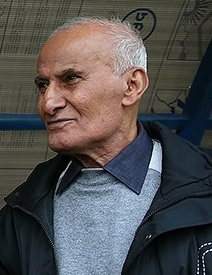
حمید جاسمیان

- ۲ اردیبهشت - اشکان منصوری، خبرنگار و بازیگر (زاده ۱۳۶۰)[۶۹][۷۰]
- ۵ اردیبهشت
  - حمید جاسمیان، بازیکن فوتبال و کاپیتان پیشین پرسپولیس (زاده ۱۳۱۵)[۷۱][۷۲]
  - احمد حلی، خواننده (زاده ۱۳۳۱)[۷۳][۷۴]
  - حمید علیزاده، تهیه‌کننده برنامه‌های کودک تلویزیون (زاده ؟)[۷۵][۷۶]
- ۶ اردیبهشت - حسن مولازاده، نوازنده ساز تومبا (زاده ؟)[۷۷][۷۸][۷۹]
- ۷ اردیبهشت - مرتضی مصفا، قدیمی‌ترین استاد دندانپزشکی ایران (زاده ۱۳۰۵)[۸۰][۸۱][۸۲][۸۳]
- ۸ اردیبهشت
  - محمود کیهانی، پیشکسوت و عضو تیم ملی بوکس ایران (زاده ؟)[۸۴][۸۵]
  - یدالله حجازی پور، عکاس (زاده ؟)[۸۶][۸۷][۸۸]
  - محمدعلی عباس میرزایی، سازنده بزرگ‌ترین سینمای روباز جهان (زاده ۱۳۲۰)[۸۹]

۹ اردیبهشت
- - منگشتی امیریان، وزنه‌بردار در بازی‌های المپیک تابستانی ۱۹۶۰ (زاده ۱۳۱۸)[۹۰][۹۱][۹۲]
  - الله‌کرم لیراوی، نویسنده و پژوهشگر فرهنگی و ادبی (زاده ؟)[۹۳][۹۴]
  - مرتضی شریعت، پیشکسوت واترپلو و مدال آور بازی‌های آسیایی (زاده ؟)[۹۵][۹۶][۹۷]
- ۱۰ اردیبهشت - آینا قطبی یعقوبی، منتقد تئاتر (زاده ۱۳۶۰)[۹۸][۹۹][۱۰۰][۱۰۱][۱۰۲]
- ۱۱ اردیبهشت
  - سروش طاهری، بازیگر تئاتر (زاده ۱۳۷۸)[۱۰۳][۱۰۴][۱۰۵]
  - ابوالقاسم مهاجری، بنیانگذار نخستین آژانس مسافرتی در ایران (زاده ۱۳۰۳)[۱۰۶]
- ۱۲ اردیبهشت
  - احمد کبیری هندی، باستان‌شناس (زاده ۱۳۲۴)[۱۰۷][۱۰۸][۱۰۹][۱۱۰][۱۱۱]
  - مهران بیرانوند، بازیگر نمایش‌های طنز (زاده ۱۳۶۰)[۱۱۲][۱۱۳]
- ۱۳ اردیبهشت
  - محمدهادی نژادحسینیان، سیاست‌مدار و دیپلمات (زاده ۱۳۲۵)[۱۱۴][۱۱۵]
  - منصور رحمدل، حقوقدان (زاده ؟)[۱۱۶][۱۱۷][۱۱۸][۱۱۹]
  - سیامک افسایی، بازیگر، نویسنده و کارگردان تئاتر (زاده ؟)[۱۲۰][۱۲۱][۱۲۲]
- ۱۴ اردیبهشت
  - عزت‌الله فرشادفر، رئیس دانشگاه رازی و رئیس صدا و سیمای مرکز کرمانشاه (زاده ۱۳۳۴)[۱۲۳][۱۲۴]
  - علی فاضلی منفرد، جوان همجنسگرای قربانی قتل‌های ناموسی (زاده ۱۳۸۰)[۱۲۵][۱۲۶]
  - قاسم آهنین جان، شاعر (زاده ۱۳۳۷)[۱۲۷]
- ۱۵ اردیبهشت
  - محمدحسین میرابوالقاسمی، نویسنده و طالقان پژوه (زاده ؟)[۱۲۸]
  - مصطفی حضرتی، عکاس و فیلمبردار سینما و تلویزیون (زاده ۱۳۲۶)[۱۲۹]
- ۱۶ اردیبهشت - علیرضا مقنی زاده، بازیگر (زاده ؟)[۱۳۰]
- ۱۷ اردیبهشت - مجید ملک‌زاده، هنرمند هنرهای سنتی مشبک و معرق فلز اصفهان (زاده ۱۳۵۰)[۱۳۱]
- ۱۸ اردیبهشت - منصور اوجی، شاعر و از چهره‌های ماندگار استان فارس (زاده ۱۳۱۶)[۱۳۲][۱۳۳][۱۳۴]
- ۱۹ اردیبهشت - علی علاقه بند، استاد پیشکسوت دانشگاه علامه طباطبایی (زاده ؟)[۱۳۵]
- ۲۰ اردیبهشت
  - منصور نورپور، سینمادار (زاده ؟)[۱۳۶]
  - عبدالوهاب شهیدی، خواننده و آهنگساز (زاده ۱۳۰۱)[۱۳۷]
  - بیژن افشار، بازیگر (زاده ۱۳۳۳)[۱۳۸]
  - حبیب شهری، گوینده و مجری صدا و سیمای مرکز آذربایجان شرقی (زاده ؟)[۱۳۹]
- ۲۱ اردیبهشت
  - مسعود ولدبیگی، چهره پرداز و بازیگر (زاده ۱۳۱۴)[۱۴۰]
  - محمدرضا باطنی، زبان‌شناس (زاده ۱۳۱۳)[۱۴۱][۱۴۲]
  - عبدالحسین بلنده، کارگردان (زاده ؟)[۱۴۳]
- ۲۲ اردیبهشت - علی راهجیری، خوشنویس (زاده ۱۳۱۷)[۱۴۴]
- ۲۶ اردیبهشت
  - اکبر ترکان، سیاستمدار و وزیر پیشین دفاع (زاده ۱۳۳۱)[۱۴۵]
  - بابک خرمدین، کارگردان (زاده ۱۳۵۳)[۱۴۶]
  - علی‌اکبر رمضانیان‌پور، رئیس شاخه مهندسی عمران فرهنگستان علوم (زاده ۱۳۳۰)[۱۴۷]
- ۲۷ اردیبهشت - بتول نجفی، مترجم (زاده ۱۳۲۲)[۱۴۸]
- ۲۸ اردیبهشت - منصور نعیمی، هنرمند (زاده ۱۳۲۹).[۱۴۹][۱۵۰][۱۵۱][۱۵۲]
- ۲۹ اردیبهشت - محمود جعفری امید، نوازنده فلوت و آهنگساز و موسیقی دان (زاده ۱۳۲۶)[۱۵۳]
- ۳۰ اردیبهشت - اختر درخشنده، نماینده ادوار مجلس (زاده ۱۳۲۱)[۱۵۴]

### خرداد
- ۳ خرداد

پرویز کاردان

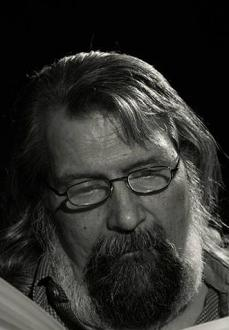
اسماعیل خویی

  - لیلی کریمان، نویسنده و مترجم (زادهٔ ۱۳۴۲)[۱۵۵][۱۵۶]
  - انشالله نی‌زن حسینی، گوینده رادیو (زادهٔ ۱۳۳۵)[۱۵۷]
  - محمود نیکبخت، نویسنده و مترجم (زادهٔ ۱۳۳۰)[۱۵۸]
- ۴ خرداد - اسماعیل خویی، شاعر (زادهٔ ۱۳۱۷)[۱۵۹][۱۶۰]
- ۱۳ خرداد
  - محمدعلی محمدی، هنرمند مجسمه‌ساز (زاده ؟)[۱۶۱]
  - علینقی فرمانفرمائیان، اقتصاددان (زاده ۱۲۹۸)[۱۶۲]
- ۱۴ خرداد - مسعود بهبهانی‌نیا، نویسنده (زاده ۱۳۳۵)[۱۶۳][۱۶۴]
- ۱۵ خرداد - بهزاد قره یاضی، رئیس سابق پژوهشکده بیوتکنولوژی کشاورزی (زاده ؟)[۱۶۵]
- ۱۶ خرداد
  - محمدتقی شریعتمداری، استاد فلسفه (زاده ۱۳۱۳)[۱۶۶]
  - رحموک نصرتی، خواننده موسیقی نواحی سیستان و بلوچستان (زاده ۱۳۱۰)
- ۱۷ خرداد
  - سید علی‌اکبر محتشمی‌پور، روحانی شیعه و سیاستمدار (زاده ۱۳۲۵)[۱۶۷]
  - ایرج گلدوزیان، نویسنده و حقوقدان (زاده ۱۳۱۸)[۱۶۸]
  - ساسان نیک‌نفس، زندانی سیاسی و فعال سلطنت طلب (زاده ۱۳۶۴)[۱۶۹][۱۷۰]
- ۲۰ خرداد - پرویز کاردان، بازیگر و کارگردان (زاده ۱۳۱۶)[۱۷۱][۱۷۲]
- ۳۱ خرداد - ابوالفضل شاه کرم، بازیگر (زاده ۱۳۳۴)[۱۷۳]

### تیر

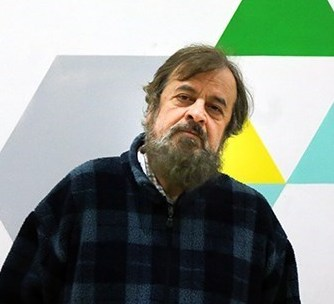
حمیدرضا صدر

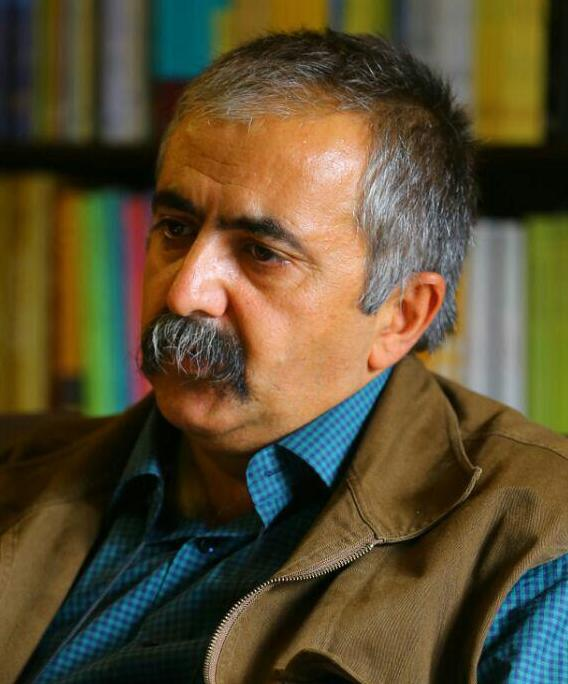
کاوه فرزانه

- ۱ تیر - حمید مجتهدی، مستندساز (زاده ۱۳۲۰)[۱۷۴]
- ۲ تیر - میرصلاح حسینی، بازیگر (زاده ۱۳۲۷)[۱۷۵]
- ۱۰ تیر - ناصر انقطاع، نویسنده (زاده نامعلوم)[۱۷۶]
- ۱۲ تیر
  - محمد برسوزیان، بازیگر (زاده ۱۳۲۴)[۱۷۷]
  - فرهاد طب‌نوری، فیلمنامه‌نویس (زادهٔ ۱۳۴۴)[۱۷۸]
- ۱۷ تیر - فرهود جلالی کندلوسی، نوازنده و خواننده گیلانی (زاده ۱۳۴۴)
- ۲۱ تیر - محمود شکیبی، پیشکسوت فوتبال (زاده ۱۳۰۶)
- ۲۲ تیر - خسرو سیف، دبیرکل حزب ملت ایران (زاده ۱۳۱۵)
- ۲۴ تیر - غفار داورپناه، سنگ‌تراش (زاده ۱۳۰۸)
- ۲۵ تیر - حمیدرضا صدر، منتقد فوتبال و سینما (زاده ۱۳۳۵)
- ۲۶ تیر - کاوه فرزانه، عکاس و نویسنده (زاده ۱۳۴۶)
- ۲۸ تیر - مجتبی گلستانی، نویسنده، مترجم و منتقد ادبی (زاده ۱۳۶۰)
- ۲۹ تیر - هادی بهمنی، از کشته شدگان اعتراضات تابستان ۱۴۰۰ ایران (زاده ۱۳۸۳)

### مرداد
- ۲ مرداد

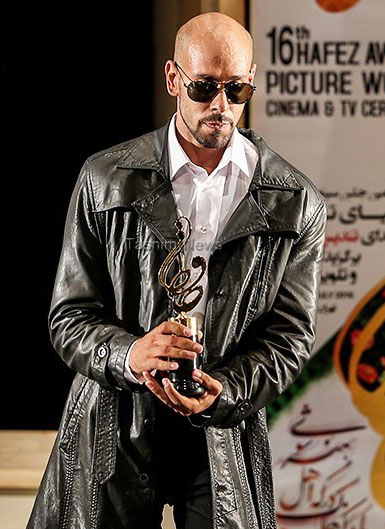
ارشا اقدسی

شهرام کاشانی

مهری جعفری

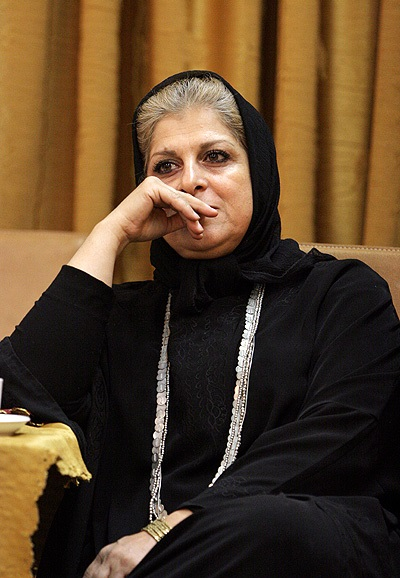
فرشته طائرپور

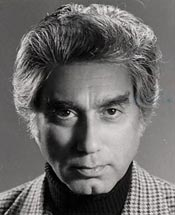
هرمز فرهت

جلال ستاری

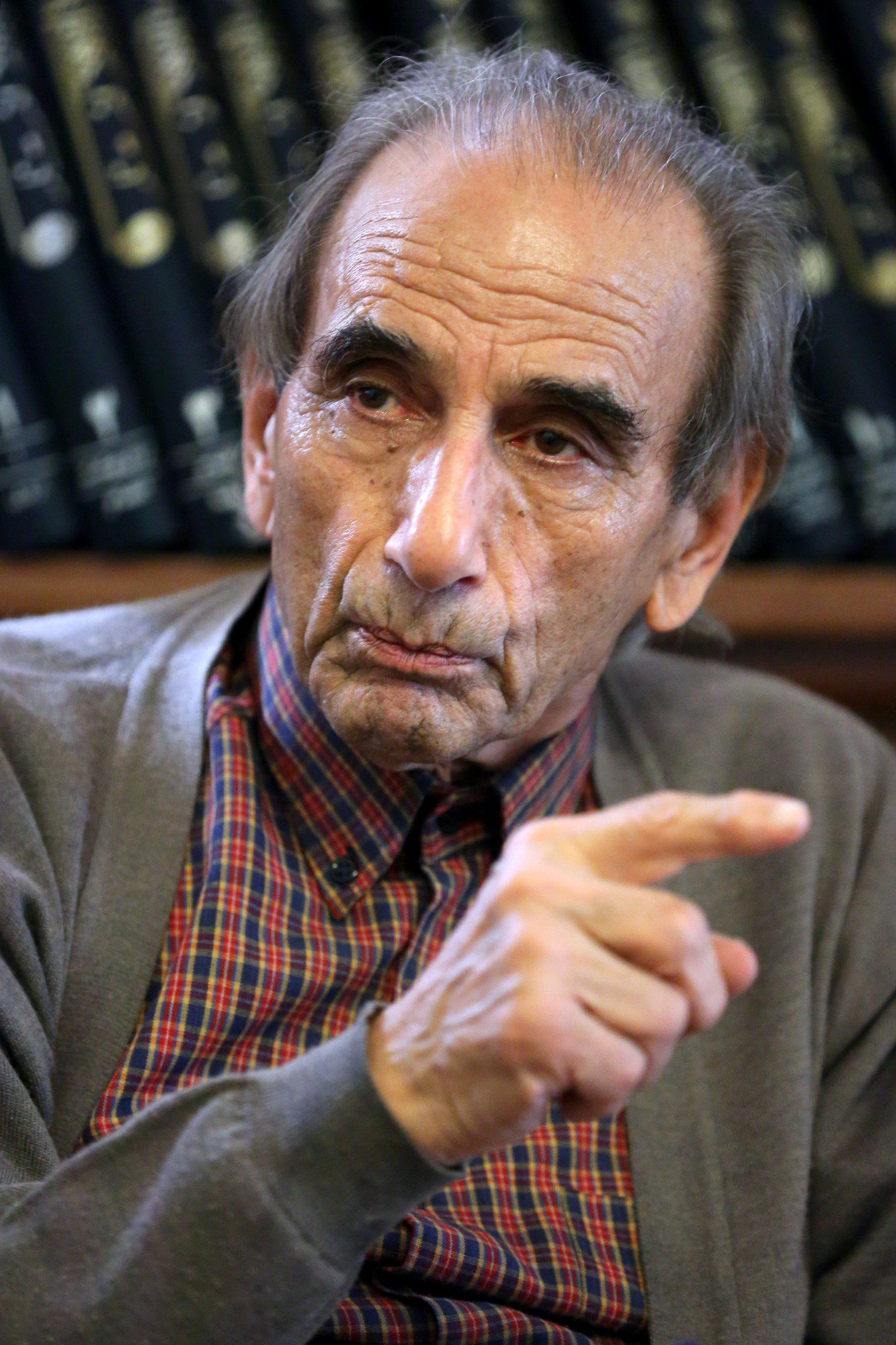
پرویز کردوانی

  - علیرضا تابش، رئیس بنیاد مسکن (زاده ۱۳۳۱)
  - عبدالرحیم مرودشتی، فلسفه پژوه و روزنامه‌نگار (زاده ۱۳۳۸)
- ۴ مرداد - حبیب لاجوردی، تاریخ پژوه (زاده ۱۳۱۷)
- ۶ مرداد - شهرام کاشانی، خواننده (زاده ۱۳۵۳)
- ۷ مرداد -
  - شیرین بهرامی، دوبلور (زاده ۱۳۵۶)
  - مهرزمان فخار منفرد، نگارگر (زاده ۱۳۳۲)
- ۹ مرداد
  - جلال ستاری، محقق، مترجم، نویسنده و اسطوره‌شناس (زاده ۱۳۱۰)[۱۷۹]
  - لطف‌الله یارمحمدی، زبانشناس (زاده ۱۳۱۲)
- ۱۰ مرداد - محمود دست‌پیش، شاعر (زاده ۱۳۱۳)
- ۱۲ مرداد
  - غلامحسین شیری علی‌آباد، نمایندهٔ ادوار مجلس (زاده ۱۳۴۰)
  - کاظم محمدی، بازیکن فوتسال (زاده ۱۳۵۲)
  - فرزانه معصومیان، مجری (زاده ۱۳۴۸)
- ۱۳ مرداد
  - ارشا اقدسی، بدلکار (زاده ۱۳۶۱)[۱۸۰][۱۸۱]
  - مهری جعفری، کوهنورد و حقوقدان (زاده ۱۳۵۷)
- ۱۴ مرداد - آیدین الفت، آهنگساز، خواننده، کارگردان تئاتر (زاده ۱۳۵۲)
- ۱۵ مرداد - عباس ادیب، دکتر (زاده ۱۳۰۱)
- ۱۶ مرداد - علیرضا عزیزی، فوتبالیست (زاده ۱۳۲۷)
- ۲۱ مرداد
  - علی سلیمانی، بازیگر (زاده ۱۳۴۹)[۱۸۲]
  - رجب فرامرزی، مربی فوتبال (زاده ۱۳۱۶)
- ۲۳ مرداد
  - منوچهر افسری، بازیگر (زاده ۱۳۳۱)
  - صفدر تقی‌زاده، نویسنده (زاده ۱۳۱۱)
- ۲۴ مرداد - آلمین، شاعر و آموزگار ارمنی (زاده ۱۳۳۱)
- ۲۵ مرداد - لطف‌الله یارمحمدی، زبان‌شناس (زاده ۱۳۱۲)
- ۲۶ مرداد
  - فرشته طائرپور، تهیه‌کننده سینما (زاده ۱۳۳۱)
  - هرمز فرهت، آهنگساز (زاده ۱۳۰۷)
- ۲۷ مرداد - پرویز کردوانی، جغرافی‌دان و پدر کویرشناسی ایران (زاده ۱۳۱۰).
- حسن ریاضی، شاعر و نویسنده و مترجم (زاده ۱۳۳۷)
- ۲۹ مرداد - محمود نگهبان‌سلامی، نمایندهٔ پیشین مجلس (زاده ۱۳۵۶)
- ۳۱ مرداد
  - ماهان عابدین، روزنامه‌نگار، متخصص مطالعات تروریسم (زاده ۱۳۵۵)[۱۸۳]
  - محمدرضا حکیمی- فیلسوف، مجتهد و نویسنده (زاده ۱۳۱۴)

### شهریور

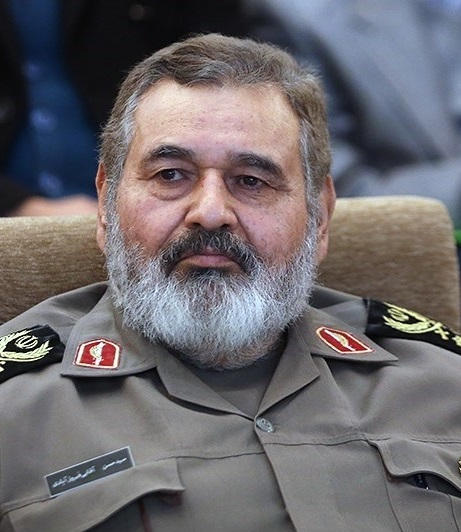
سردار سید حسن فیروزآبادی

احمد نوری‌زاده

- ۱ شهریور - احمد نوری‌زاده، شاعر (زاده ۱۳۳۰)
- ۴ شهریور - داریوش علیزاده، نوازنده و آهنگساز (زاده ۱۳۱۶)
- ۵ شهریور
  - محمدعلی فیض لاهیجی، روحانی (زاده ۱۳۰۳)
  - صادق صفایی، کارگردان و بازیگر (زاده ۱۳۴۰)
- ۶ شهریور - تیگران تومانیان، متخصص امور لابراتوار (زاده ۱۳۲۵).
- ۱۰شهریور - جاسم سلطانی بازیکن تیم ملی فوتسال ایران (زاده ۱۳۶۲)
- ۱۱ شهریور -جهانگیر نظام العلما، خوشنویس (زاده ۱۳۱۳)
- ۱۲ شهریور - سید حسن فیروزآبادی، فرمانده نظامی (زاده ۱۳۲۹)[۱۸۴]
- ۱۷ شهریور - عباس انصاری فرد، مدیر عامل پیشین پرسپولیس (زاده ۱۳۳۵)
- ۱۸ شهریور - قدرت‌الله انتظامی، بازیگر، نوازنده ویولن و برادر عزت‌الله انتظامی (زاده ۱۳۰۸)
- ۱۹ شهریور - حیدر رحیم‌پور ازغدی، فعال سیاسی (زاده ۱۳۱۱)
- ۲۰ شهریور - محسن بیدارفر، مترجم و ناشر (زاده ۱۳۲۳)
- ۲۳ شهریور - یعقوب ظروفچی، خواننده (زاده ۱۳۳۳)
- ۲۷ شهریور - فخرالدین موسوی ننه کرانی، روحانی و سیاستمدار (زاده ۱۳۰۹)
- ۳۱ شهریور - احمد آزاد، خواننده و ترانه‌سرا (زاده ۱۳۴۰)

### مهر
- ۱ مهر

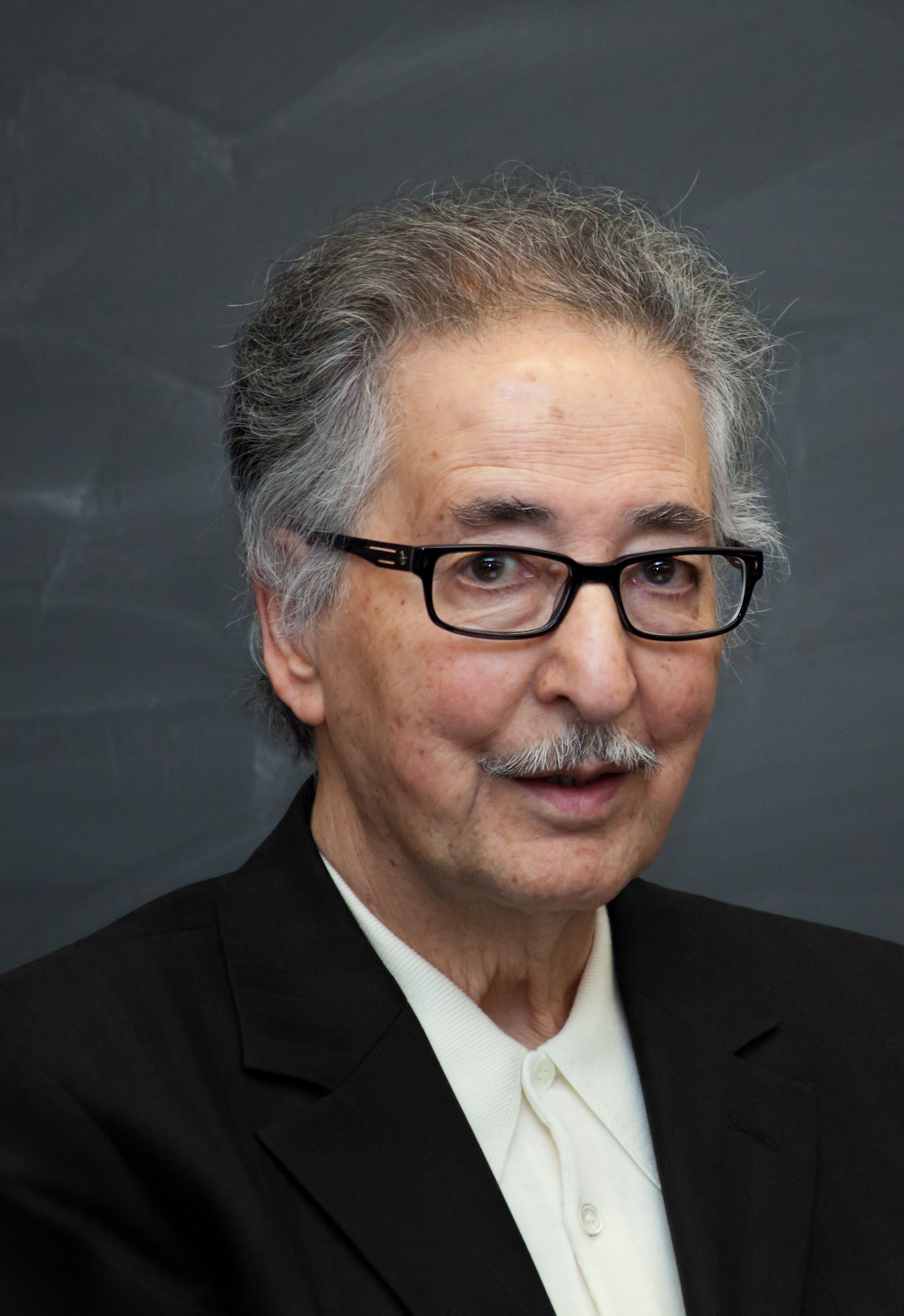
سید ابوالحسن بنی‌صدر

فتحعلی اویسی

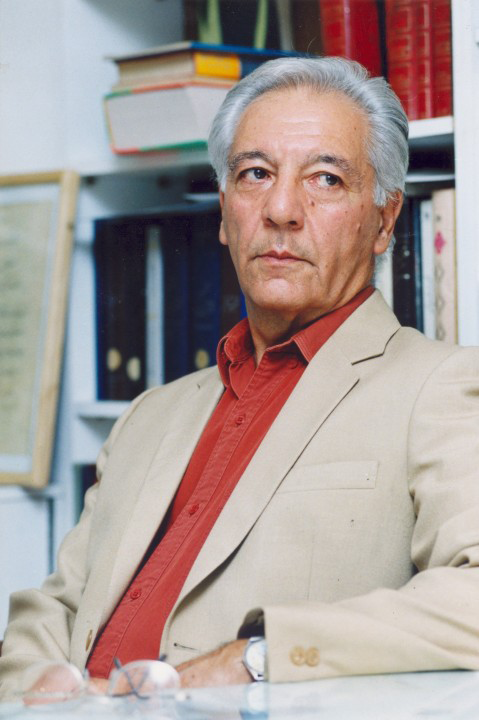
آذرتاش آذرنوش

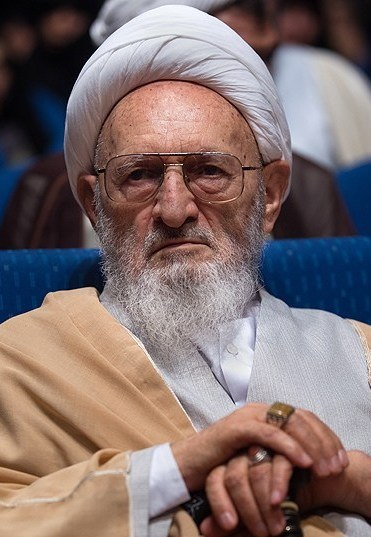
حسن حسن‌زاده آملی

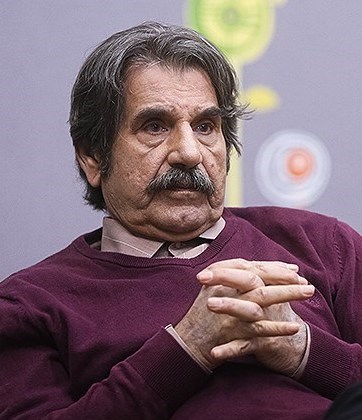
عزت‌الله مهرآوران

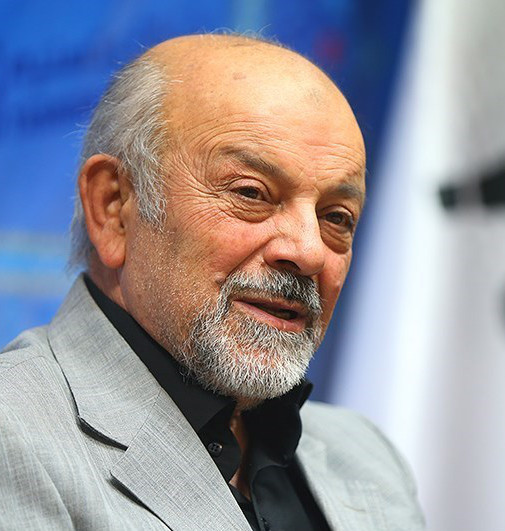
محمدحسن طریقت منفرد

علی لندی

  - علی لندی، نوجوان فداکار ایذه‌ای (زاده ۱۳۸۵)
  - غلامعلی رئیس  الذاکرین، شاعر (زاده ۱۳۱۸)
- ۳ مهر
  - محمدمهدی یعقوبی، کشتی‌گیر (زاده ۱۳۰۹)
  - حسن حسن‌زاده آملی، مرجع تقلید (زادهٔ ۱۳۰۷)
  - مهدی هادوی، قاضی و وکیل دادگستری و عضو سابق شورای نگهبان (زاده ۱۳۰۵)
  - امانوئل آغاسی، بوکسور آشوری ارمنی‌تبار اهل ایران (زاده ۱۳۰۹)
- ۴ مهر - سیامک اطلسی، بازیگر، گوینده و کارگردان (زاده ۱۳۱۵)
- ۸ مهر - محمدحسن طریقت منفرد، وزیر سابق بهداشت (زاده ۱۳۲۵)
- ۹ مهر - منوچهر محققی، خلبان (زاده ۱۳۲۵)
- ۱۱ مهر
  - مهین کوره چیان، بازیکن سابق بسکتبال (زاده ۱۳۳۰)
  - محمد اسماعیل‌زاده، نوازنده دوتار و خواننده (زاده ۱۳۲۸)
- ۱۲ مهر - علی غلامرضایی آلمه جوقی، موسیقی دان و نوازنده دوتار (زاده ۱۳۱۰)
- ۱۳ مهر - فتحعلی اویسی، بازیگر، خواننده و کارگردان (زاده ۱۳۲۴).
- ۱۴ مهر - علی گلستانه، نقاش (زاده ۱۳۱۹)
- ۱۵ مهر - آذرتاش آذرنوش، استاد دانشگاه و مترجم (زاده ۱۳۱۶)
- ۱۶ مهر - عزت‌الله مهرآوران، بازیگر (زاده ۱۳۲۸)
- ۱۷ مهر - ابوالحسن بنی‌صدر، سیاستمدار و نخستین رئیس‌جمهور ایران (زاده ۱۳۱۲)
- ۱۸ مهر - امیرحسین قهرمانی، نقاش (زاده ۱۳۱۵)
- ۱۹ مهر- اصغر کفشچیان مقدم، نقاش ایرانی (زاده ۱۳۴۲)
- ۲۰ مهر - ایرج یکه زارع، کاریکاتوریست (زاده ۱۳۲۰)
- ۲۳ مهر - جمشید سماواتیان، نقاش (زاده ۱۳۱۷)
- ۲۴ مهر - یوسف اسحاق‌پور، نویسنده (زاده ۱۳۱۸)
- ۲۵ مهر - رحیم رحیمی پور، کارگردان (زاده ۱۳۳۶).
- ۲۶ مهر - صادق شباویز، بازیگر تئاتر (زاده ۱۳۰۴).
- ۲۸ مهر - محمد صالحی آرام، طنزپرداز (زاده ۱۳۱۷).
- ۲۹ مهر - پروین بهمنی، پژوهشگر و خواننده (زاده ۱۳۲۷).
- ۳۰ مهر - پرویز سیروس‌پور، کشتی‌گیر و رئیس سابق فدراسیون کشتی (زاده ۱۳۱۵)

### آبان

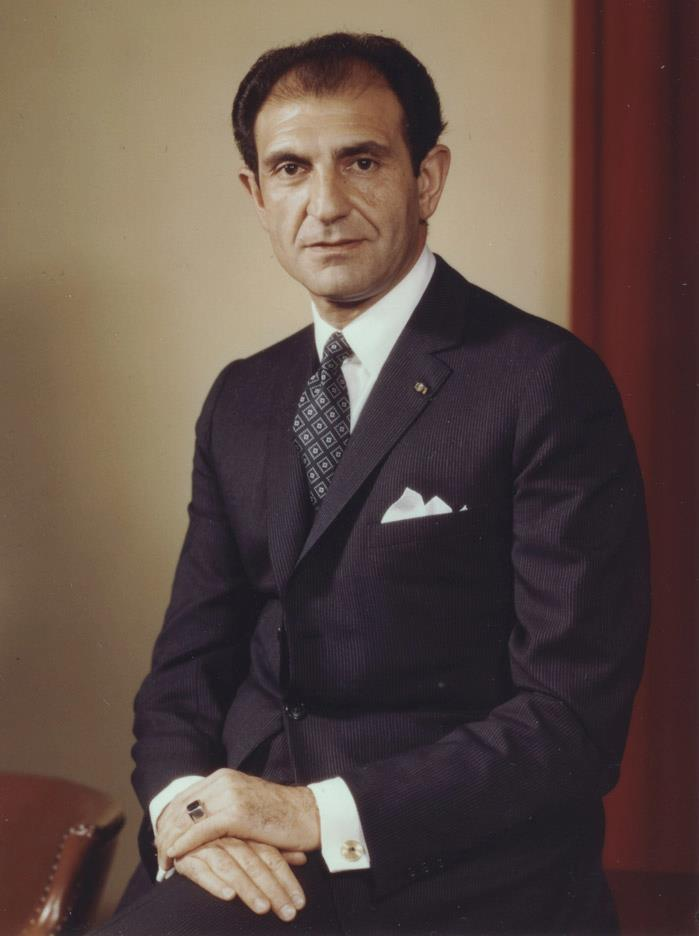
اردشیر زاهدی

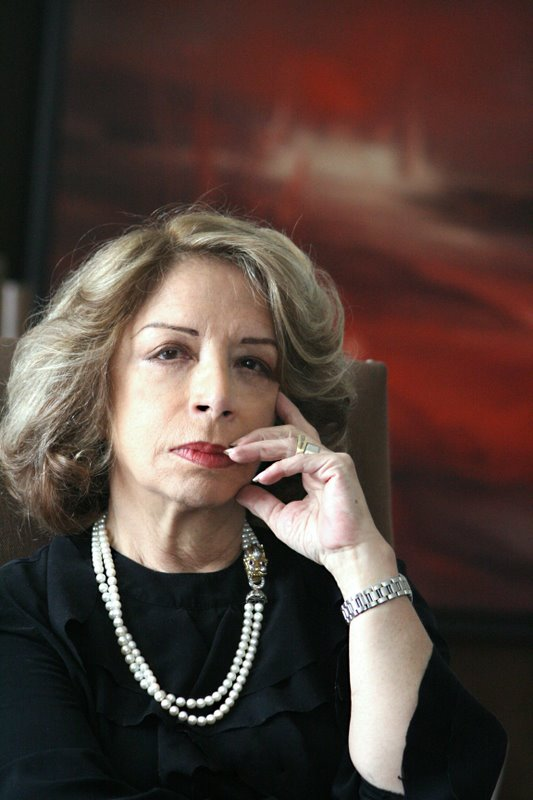
ایران درودی

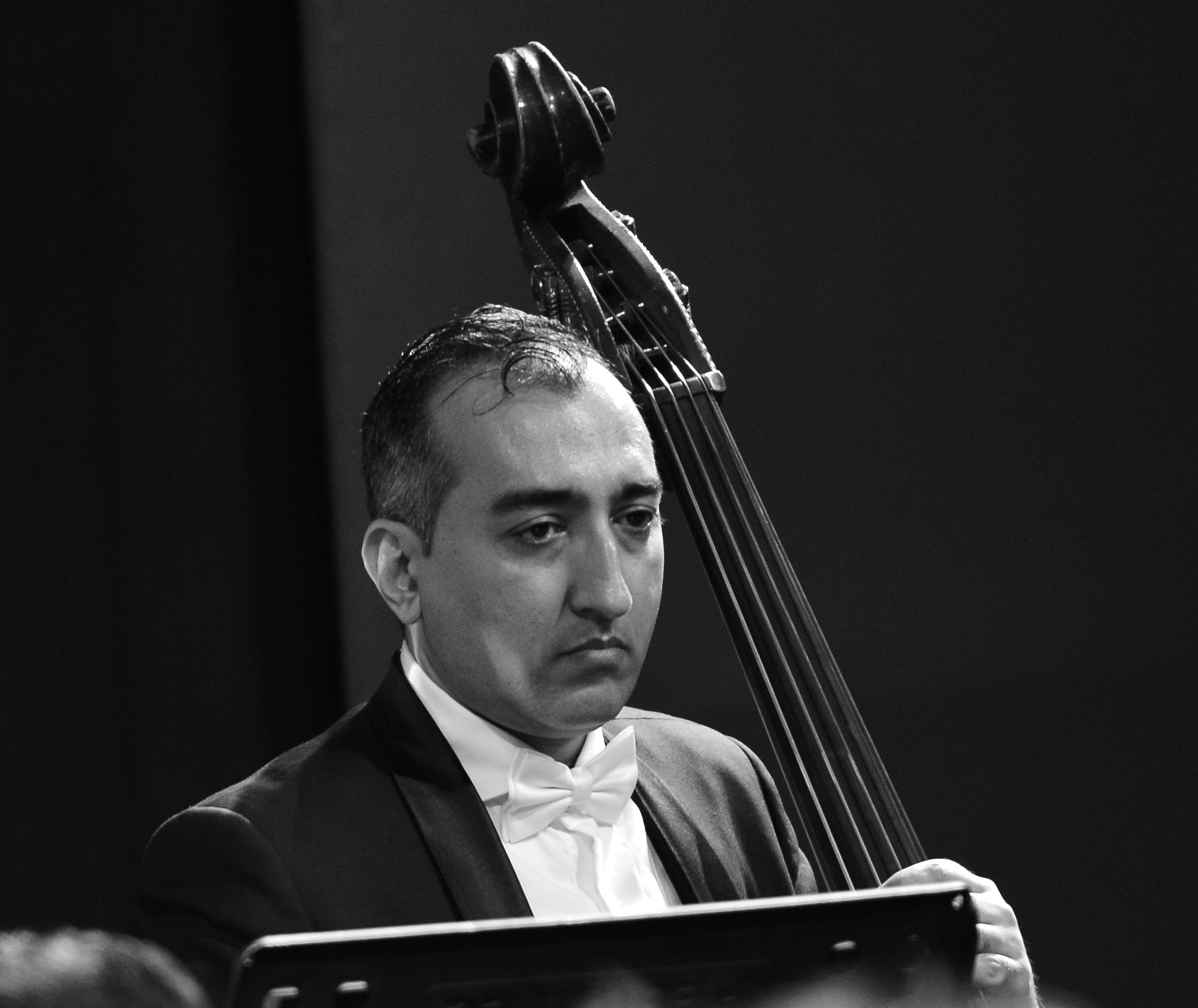
پورنگ پورشیرازی

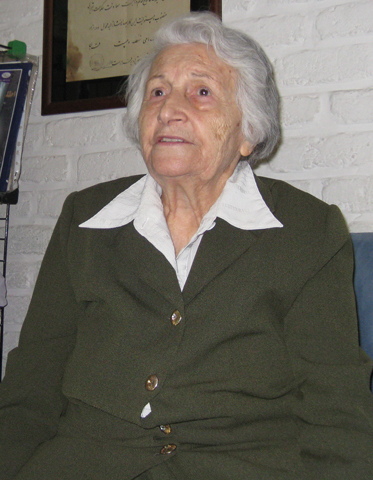
مه‌لقا ملاح

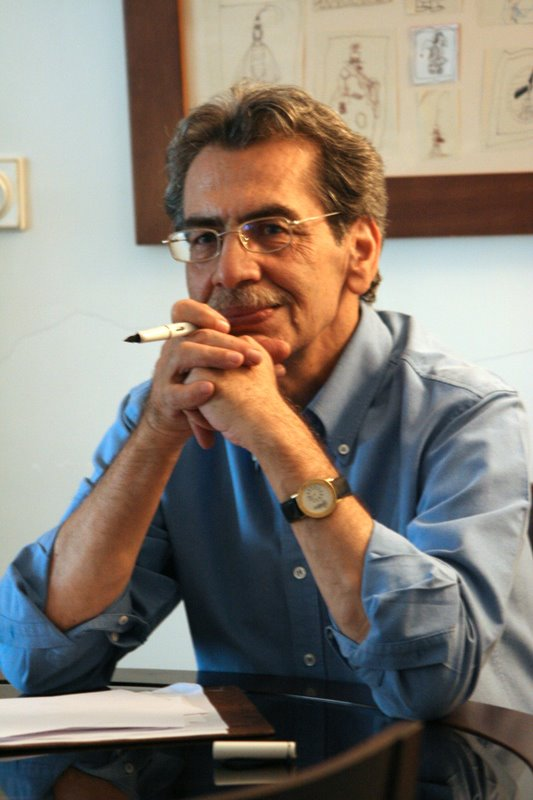
کامبیز درم‌بخش

- ۲ آبان - هوشنگ چالنگی، شاعر و نویسنده (زاده ۱۳۲۰)
- ۶ آبان - علی باغبان‌باشی، پیشکسوت دو و میدانی (زاده ۱۳۰۳)
  - آرامش دوستدار، فیلسوف (زاده ۱۳۱۰)
- ۷ آبان
  - ایران درودی، نقاش و هنرمند (زاده ۱۳۱۵)
  - عبدالحسین آل رسول، ناشر و مترجم (زاده ۱۳۰۳)
- ۱۱ آبان
  - سیروس آموزگار، وزیر سابق جهانگردی و اطلاعات (زاده ۱۳۱۳)
  - سید علی‌محمد  علاقه بند یزدی، روحانی شیعه (زاده ۱۳۰۹)
- ۱۵ آبان - کامبیز درم‌بخش، کاریکاتوریست و طراح (زاده ۱۳۲۱)
- ۱۷ آبان
  - مه‌لقا ملاح، کتابدار و مادر محیط زیست ایران (زاده ۱۲۹۶)
  - پورنگ پورشیرازی، موسیقی دان و نوازنده کنترباس (زاده ۱۳۵۳)
- ۱۸ آبان - جمشید بهنام، جامعه‌شناس (زاده ۱۳۰۷)
- ۲۴ آبان - سجاد رزمجو، خواننده محلی (زاده ۱۳۵۹)
- ۲۶ آبان - محسن مجتهد شبستری، روحانی و سیاستمدار (زاده ۱۳۱۶)
- ۲۷ آبان - اردشیر زاهدی، سیاست‌مدار (زاده ۱۳۰۷)

### آذر
- ۳ آذر - بهروز فردوس، کارآفرین

جلال پیشوائیان

- ۵ آذر - محمدرضا پورشجری، وبلاگ نویس (زاده ۱۳۴۲)
- ۹ آذر - محمدعلی شاکری‌راد، نقاش (زاده ۱۳۲۰)
- ۱۰ آذر - سید رضی شیرازی، روحانی (زاده ۱۳۰۷)
- ۱۳ آذر - نوید خوش‌هوا، بازیکن فوتبال (زاده ۱۳۷۰)
- ۱۴ آذر - آرش اینانلو، فعال محیط زیست، مستندساز و فرزند محمدعلی اینانلو (زاده ۱۳۵۴)
- ۱۸ آذر - اکبر نحوی، عضو فرهنگستان زبان فارسی (زاده ۱۳۳۴).
- ۱۸ آذر - شاپور راسخ جامعه‌شناس (زاده ۱۳۰۳)
- ۲۰ آذر - جلال پیشوائیان، بازیگر سینما (زاده ۱۳۰۹)
- ۲۲ آذر - سیروس ذکاء، مترجم و روزنامه‌نگار (زاده ۱۳۰۵).
- ۲۴ آذر - علی‌محمد ایزدی، سیاستمدار (زاده ۱۳۰۶)
- ۳۰ آذر - حسن ایرلو، سفیر ایران در یمن (زاده ۱۳۳۸)

### دی

بکتاش آبتین

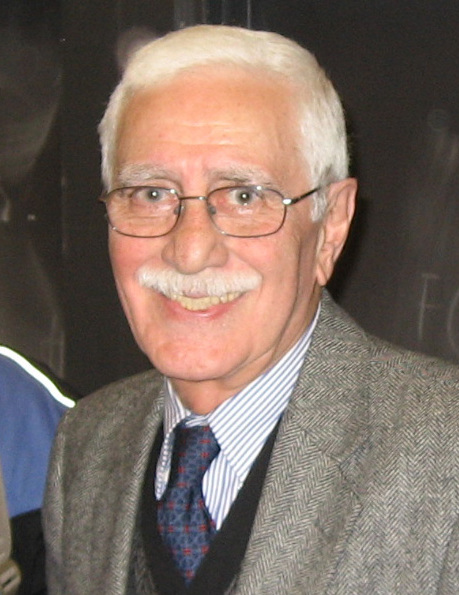
ایرج پزشک‌زاد

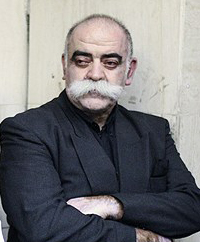
عطاالله امیدوار

- ۶ دی - منوچهر آریان‌پور کاشانی، مترجم (زاده ۱۳۰۸)
- ۸ دی - صدرالدین الهی، روزنامه‌نگار (زاده ۱۳۱۳)
- ۱۲ دی - پریدخت آور، همسر غلامحسین بنان (زاده  ۱۳۱۰)
- ۱۳ دی - عطاالله امیدوار، معمار، شهرساز، نقاش و نوازنده (زاده ۱۳۲۵)
- ۱۸ دی
  - بکتاش آبتین، فیلمساز، نویسنده و شاعر زندانی (زاده ۱۳۵۳)
  - حمید لبخنده، کارگردان، فیلم‌نامه‌نویس و تهیه‌کننده (زاده ۱۳۳۰)
- ۲۲ دی - ایرج پزشک‌زاد، نویسنده (زاده ۱۳۰۶)
- ۲۳ دی - محسن قاسمی، کشتی‌گیر (زاده ۱۳۶۹)
- ۲۵ دی - حسین والامنش، نقاش و تندیس‌گر (زاده ۱۳۲۷)
- ۲۶ دی
  - رحمان گلزار، مالک و سرمایه‌گذار شهرک اکباتان (زاده ۱۳۰۸)
  - محمدرضا یزدانی خرم، مدیر و سیاستمدار (زاده ۱۳۲۵)
- ۲۸ دی - منیره نوبخت، نماینده ادوار مجلس (زاده ۱۳۲۹)

### بهمن

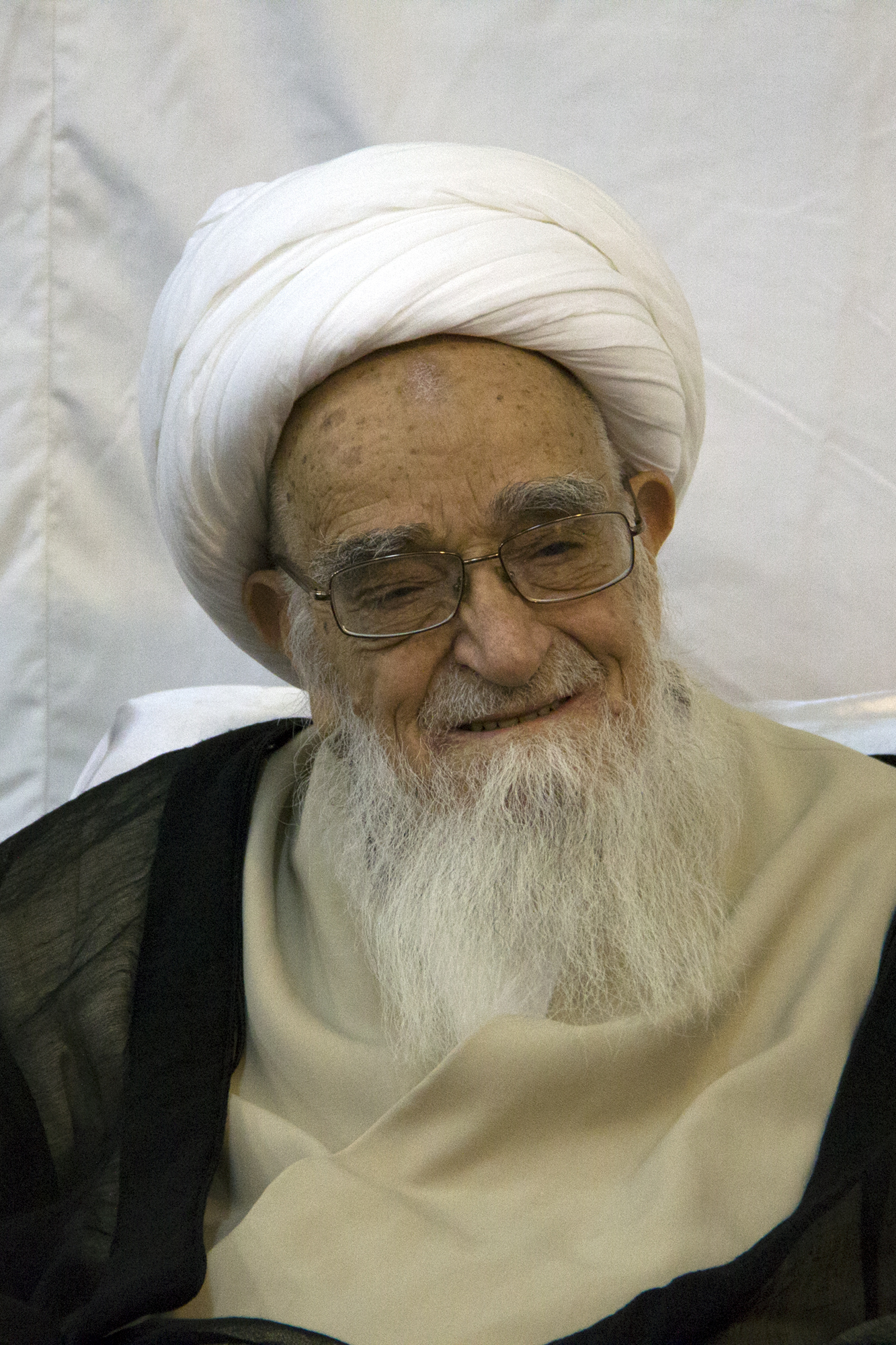
آیت الله لطف‌الله صافی گلپایگانی

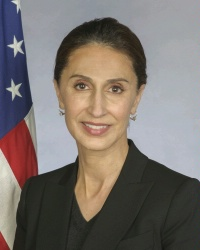
آزیتا راجی

- ۱ بهمن - ایرج هندسی، روزنامه‌نگار و شاعر (زاده ۱۳۰۶)
- ۵ بهمن
  - پرتو کرمانشاهی، شاعر (زاده ۱۳۱۰)
  - رضا مستوفی‌فرد، باستان‌شناس (زاده ۱۳۱۲)
- ۷ بهمن
  - یعقوب دانشدوست، معمار (زاده ۱۳۱۷)
  - محمد علی فرخیان، کشتی‌گیر (زاده ۱۳۱۴)
- ۱۰ بهمن - ناصر سهرابی، نماینده ادوار مجلس (زاده ۱۳۳۷)
- ۱۲ بهمن - لطف‌الله صافی گلپایگانی، مرجع تقلید (زاده ۱۲۹۷)
- ۱۳ بهمن - جهانگیر خسروشاهی، رمان‌نویس و داستان کوتاه نویس (زاده ۱۳۴۰)
- ۱۸ بهمن - هاشم رضی، ایران‌شناس، پژوهشگر، نویسنده و مترجم (زاده ۱۳۱۳)
- ۱۹ بهمن
  - سعید تشکری، نویسنده، کارگردان و رمان‌نویس (زاده ۱۳۴۲).
  - سید عباس موسوی، نماینده پیشین مجلس (زاده ۱۳۳۵)
- ۲۰ بهمن - آزیتا راجی، سفیر آمریکا در سوئد (زاده ۱۳۴۰) در ایران
- ۲۲ بهمن - حلیمه سعیدی، بازیگر (زاده ۱۳۱۳)
- ۲۳ بهمن - محمدرحیم اخوت، نویسنده و منتقد ادبی (زاده ۱۳۲۴)
- ۲۷ بهمن - اسماعیل جبارزاده، سیاستمدار و نماینده ادوار مجلس (زاده ۱۳۳۹)
- ۲۸ بهمن - محمد گل جامجو، عکاس (زاده ۱۳۲۶)
- ۳۰ بهمن - کریم وصال، رادیولوژیست و عضو فرهنگستان پزشکی (زاده ۱۳۱۰)

### اسفند

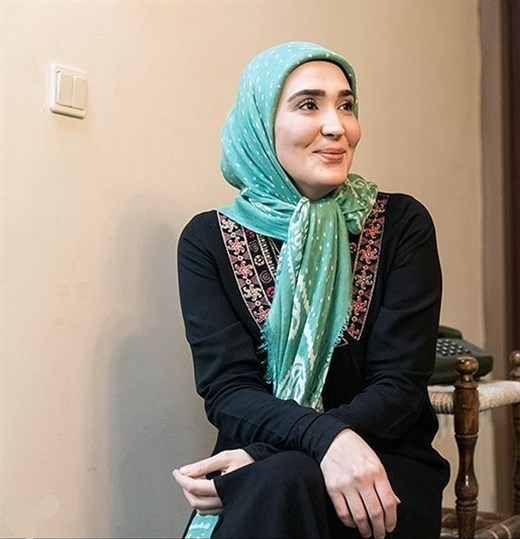
زهره فکورصبور

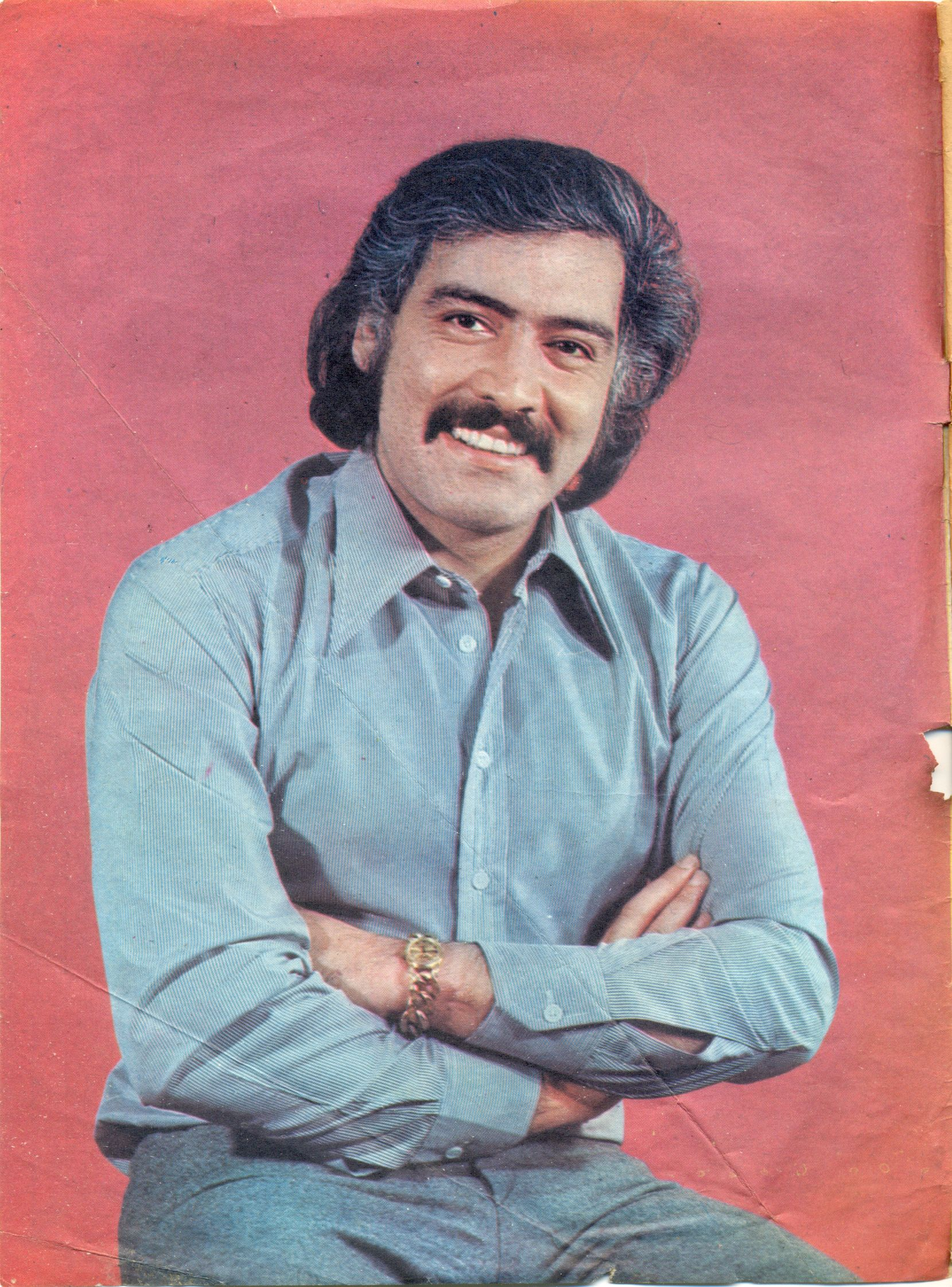
منوچهر وثوق

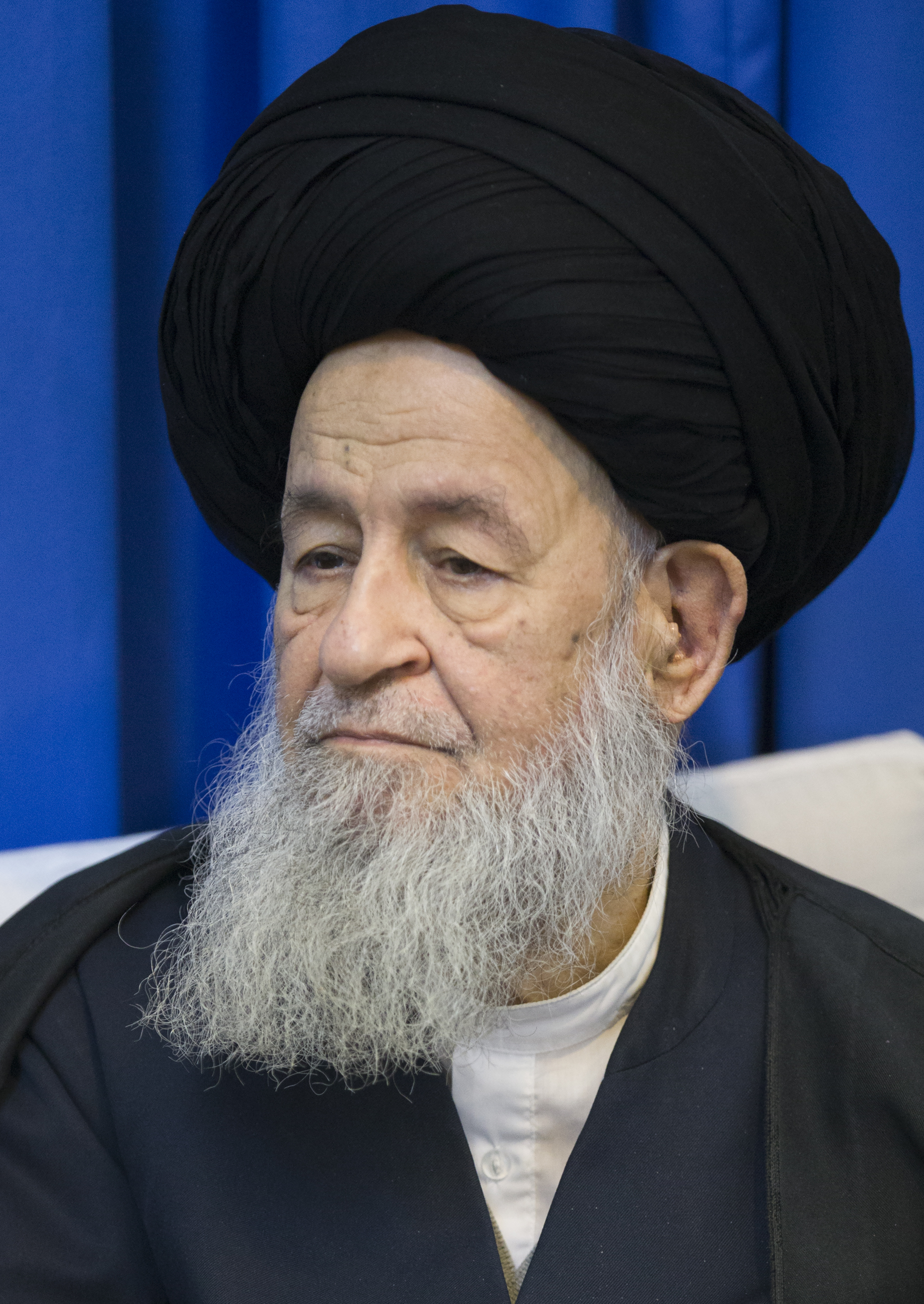
آیت الله سید محمدعلی علوی گرگانی

- ۱ اسفند - پریوش سطوتی، همسر حسین فاطمی (زاده ۱۳۱۱)
- ۳ اسفند - یعقوب یادعلی، نویسنده و فیلم‌ساز (زاده ۱۳۴۹)
- ۴ اسفند - اسحاق قویدل، بدن‌ساز حرفه‌ای (زاده ۱۳۶۶)
- ۶ اسفند - رفعت هاشم‌پور، گوینده و دوبلور (زاده ۱۳۱۰)
- ۸ اسفند
  - شمس الدین محمد مجتهدی نجفی، مرجع تقلید (زاده ۱۳۰۲)
  - منوچهر وثوق، بازیگر (زاده ۱۳۲۲)
- ۱۰ اسفند - زهره فکورصبور، بازیگر (زاده ۱۳۵۷)
- ۱۹ اسفند - علیرضا غفاری، مجری و گوینده رادیو و تلویزیون (زاده ۱۳۳۴)[۱۸۵]
- ۱۹ اسفند - محمدمهدی ناصح، پژوهشگر ادبیات فارسی و مصحح (زاده ۱۳۱۸)
- ۲۴ اسفند - سید محمدعلی علوی گرگانی، مرجع تقلید (زاده ۱۳۱۸)
- ۲۷ اسفند
  - خسرو دبستانی، نماینده پیشین مجلس (زاده ۱۳۱۹)
  - منوچهر هزارخانی، نویسنده (زاده ۱۳۱۳)
- ۲۹ اسفند - قاسم انصاری، استاد دانشگاه، نویسنده، مترجم، مصحح و پژوهشگر (زاده ۱۳۱۴)